# Radiosynoviorthese
Die Radiosynoviorthese (RSO, von lateinisch radius Strahl => Strahlung, und Synoviorthese, Gelenkinnenhautverödung, von Synovialis Gelenkschleimhaut, Orthese Wiederherstellung), angloamerikanisch radiation synovectomy, ist ein nuklearmedizinisches Verfahren zur Behandlung von chronisch-entzündlichen Gelenkerkrankungen, z. B. rheumatoider Arthritis oder aktivierter Arthrose. Die Anwendung bei aktivierter Arthrose wird von Seiten der Deutschen Gesellschaft für Orthopädie und Unfallchirurgie infrage gestellt.

## Beschreibung und Anwendung
Bei dieser Behandlung werden Beta-Strahler in Gelenke injiziert, zum Beispiel 90Yttrium für große Gelenke, insbesondere das Kniegelenk, 186Rhenium für mittelgroße Gelenke wie das Ellbogen- oder Schultergelenk und 169Erbium für kleine Gelenke, insbesondere Fingergelenke. In Deutschland ist die RSO seit 1993 (Neufassung der Richtlinie Strahlenschutz in der Medizin) ambulant durchführbar. Zur Abrechnung der Leistung bei gesetzlich Krankenversicherten sind nur Fachärzte für Nuklearmedizin befugt.
Der Ausdruck Radiosynoviorthese stammt von dem Pariser Rheumatologen Florian Delbarre in Abwandlung der früher üblichen chemischen Synoviorthese mit Zytostatika. Das zu Beginn verwendete Isotop Gold-198 wurde wegen seines hohen Gammastrahlenanteils und ungünstiger pharmakodynamischer Eigenschaften durch Yttrium-90 ersetzt.
| Nuklid      | Halbwertszeit | Max. Energie (Beta) | Max. Reichweite | Gelenke                                      | Aktivität | Verteilungsszintigramm |
| ----------- | ------------- | ------------------- | --------------- | -------------------------------------------- | --------- | ---------------------- |
| Yttrium-90  | 2,7 Tage      | 2,26 MeV            | 11 mm           | Knie                                         | 185 MBq   | ja (Bremsstrahlung)    |
| Rhenium-186 | 3,7 Tage      | 0,98 MeV            | 3,7 mm          | Schulter, Ellbogen, Handgelenk, Sprunggelenk | 37–74 MBq | ja (Gammaanteil)       |
| Erbium-169  | 9,5 Tage      | 0,34 MeV            | 1,0 mm          | Finger, Mittelfuß- und Zehengelenke          | 15–37 MBq | nein                   |

Kontraindikationen sind Schwangerschaft und Stillzeit. Zur Vorbereitung sollten außer der Anamnese und klinischen Untersuchung auch Röntgenbilder der betroffenen Gelenke und eine mehrphasige Knochenszintigraphie vorliegen, am Kniegelenk auch eine Sonographie. Die Injektion selbst wird in der Regel unter Röntgendurchleuchtung vorgenommen. Steriles Vorgehen ist wichtig, um die gefürchtete Komplikation einer Gelenkinfektion zu verhindern; dieses Risiko wird in der Literatur mit 1:35.000 angegeben. Nach einer RSO besteht offenbar kein erhöhtes Risiko der Krebsentstehung.
Bei größeren Gelenken kann die Nadellage durch Vorinjektion von Kontrastmittel gesichert werden. Um den Stichkanal freizuhalten, wird eine Corticoidlösung oder Luft nachinjiziert. Nach Rhenium- und Yttriuminjektionen können Verteilungsszintigramme angefertigt werden, um die korrekte Verteilung des Nuklids im Gelenkraum zu prüfen. Durch die destruierende Wirkung der Betastrahlen kommt es zu einer bindegewebigen Umwandlung der Gelenkinnenhaut. Dies kann bis zu 3 Monate dauern. In der Literatur sind dann Besserungsquoten der rheumatischen Gelenkschmerzen von 40 bis 100 % der Patienten angegeben.